# 托马斯·希茨布勒克
托马斯·希茨布勒克（德語：Thomas Hitzbleck，1947年3月12日—），德国男子赛艇运动员。他曾代表西德参加世界赛艇锦标赛，获得一枚铜牌。他也曾参加1968年和1976年夏季奥林匹克运动会。